# Michèle Renouf
Michèle Renouf (geborene Mainwaring, * 1946 in Australien) ist ein ehemaliges Model, Schönheitskönigin und Tänzerin. Heute gehört sie zum britischen Jetset, ist aber vor allem als Unterstützerin von Holocaustleugnern bekannt und gilt selbst als überzeugte Holocaustleugnerin. Efraim Zuroff vom Simon Wiesenthal Center schätzt sie als besonders gefährlich ein.

## Leben
Renouf wurde als Tochter eines Lastwagenfahrers geboren.
1968 gewann sie den Titel der Miss Newcastle-Hunter Valley. Sie studierte Bildende Kunst am Newcastle Technical College und erhielt einen Abschluss in Kunst und Pädagogik. Später behauptete sie, sie habe den Abschluss an der National Art School in Sydney erlangt. An der Queensland University of Technology wurde sie Dozentin für Kunst und Medienwissenschaft. Zeitweise unterhielt sie ein Verhältnis mit dem Schauspieler Omar Sharif.
Ihre erste Ehe schloss sie 1970 mit Daniel Ivan-Zadeh, einem Psychiater. Basierend auf dessen unklarer Abstammung mütterlicherseits aus belarussischem Adel führte sie den Titel einer Gräfin (Countess) Griaznoff. Aus dieser Ehe ging eine Tochter hervor. Nach der Scheidung im Jahre 1990 heiratete sie den neuseeländischen Bankier Sir Francis Renouf, mit dem sie aber nur kurzzeitig verheiratet war. Seither nennt sie sich Lady Michèle Renouf. Die Ehe endete 1991, nachdem Francis Renouf herausgefunden hatte, dass ihr Vater ein Lastkraftwagenfahrer und nicht, wie Michèle Renouf behauptet hatte, tot war und sich herausgestellt hatte, dass sie nicht die ehemalige Ehefrau eines Grafen war. War sie zuvor als eine Charity-Lady Teil der britischen High Society, kam es nun zu einer gewissen Isolierung in dieser Gesellschaftsschicht.
1992 erhielt Renouf ein Diplom in Landschaftsarchitektur. Sie gestaltete den Garten des Shakespeare’s Globe Theatre. Von 1999 bis 2001 gab sie Postgraduierten-Kurse in Religionspsychologie an der University of London.

## Holocaustleugnung
Ihren Antijudaismus will sie 1997 entdeckt haben, als sich bei der Vorbereitung einer Wohltätigkeitsveranstaltung zu Gunsten des Globe Theatre eine Jüdin dagegen wandte, Schweinefleischgerichte auf das Menü zu setzen. Ihr Interesse an Geschichte will sie dann nach eigenem Bekunden 2000 gefunden haben, als sie von dem Verfahren David Irving gegen Penguin Books und Deborah Lipstadt vor dem High Court of Justice in London erfuhr. Durch den Prozess, während dessen sie an der Seite von Irving saß, erhielt sie wieder eine gewisse Aufmerksamkeit, die sie seit dem Ende der Ehe mit Sir Renouf nicht mehr hatte. Im folgenden Jahr besichtigte sie die Gedenkstätten in Auschwitz und fühlte sich durch das Gedenken genervt. 2002 verursachte Michèle Renouf einen Eklat im exklusiven Reform Club. Einen Brief, mit dem sie David Irving unterstützte, hatte sie mit „Lady Renouf, Reform Club, 104 Pall Mall“ gezeichnet. In der Folge wurde erfolglos versucht, sie auszuschließen. Im Dezember kandidierte sie dann für den Vorstand des Clubs. 2003 wurde sie aus dem Club ausgeschlossen. Zu einem weiteren Prozess gegen Irving in Österreich 2006 reiste sie zu seiner moralischen und juristischen Unterstützung an. Irving hatte sich wegen der Leugnung des Holocaust wegen Verstoßes gegen § 3f des Verbotsgesetz 1947 zu verantworten. Sie bezeichnete die Gesetze der Republik Österreich als totalitär.
Im Dezember 2006 war sie Rednerin auf der Holocaust-Konferenz im Iran. Ebenso war sie Mitglied des Organisationskomitees für die nächste Holocaust-Konferenz. Auf der Konferenz fiel Renouf, die vorgibt, keine Antisemitin zu sein, durch judenfeindliche Äußerungen auf. So sagte sie als Rednerin: „Wir reden immer nur über Holocaust und Zionismus und vergessen dabei die Wurzel des Übels: Den Judaismus. Mit ihrem Glauben, sie seien allen anderen Menschen überlegen, korrumpieren die Juden unsere Kultur.“ Im Anschluss an die Konferenz gründete Renouf als Teil eines fünfköpfigen Komitees, dem außer ihr die Holocaustleugner Fredrick Toben, Serge Thion, Christian Lindtner und Bernhard Schaub angehören, die revisionistische World Foundation for Holocaust Studies. 2008 wurde der Holocaust-Leugner Fredrick Toben aufgrund eines von deutschen Behörden beantragten europäischen Haftbefehls in London festgenommen. Michèle Renouf stellte daraufhin ein Juristenteam zusammen, dem es gelang, dass in Großbritannien der Haftbefehl für ungültig erklärt wurde, so dass Toben freigelassen wurde.
Am 25. Februar 2009 empfing Renouf den aus Argentinien ausgewiesenen Holocaustleugner Richard Williamson auf dem Flughafen Heathrow und kündigte an, ihn juristisch zu unterstützen. Die Behandlung Williamsons sei „beängstigend“, seine Verfolgung das Resultat der neuen Religion „Holocaustianity“. Im Juli 2011 besuchte Renouf die Berufungsverhandlung gegen Williamson am Landgericht Regensburg. Sie warf der Bundesrepublik Deutschland „mangelnde demokratische Toleranz“ und die fehlende Bereitschaft, abweichende Meinungen zuzulassen, vor.
Im Februar 2018 hielt Renouf auf der Neonazi-Demonstration anlässlich des Jahrestags der Bombardierung Dresdens eine Rede, in der sie die Shoah leugnete und die Bombardierung als Holocaust bezeichnete. Auf Grund dieser und einer weiteren Rede wurde die Demonstration polizeilich aufgelöst.

## Äußerungen zum Nahostkonflikt
Renouf schlug als Lösung für den Nahostkonflikt vor, dass Juden sich statt in Israel in der spärlich besiedelten Jüdischen Autonomen Oblast um Birobidschan in Ostrussland ansiedeln könnten. Es handelt sich um ein Gebiet mit unterentwickelter Infrastruktur.